# Girardville
Pour les articles homonymes, voir Girardville (homonymie).
Girardville est une municipalité du Québec, faisant partie de la municipalité régionale de comté de Maria-Chapdelaine, située dans la région administrative de Saguenay–Lac-Saint-Jean. L’économie de la municipalité repose aujourd’hui principalement sur l’industrie forestière, mais également sur l’agriculture et le tourisme.

## Toponymie
La municipalité fut érigée sous le nom de canton Girard en 1909, nom donné en l'honneur de M. Joseph Girard, ancien député fédéral du comté Lac-St-Jean. En 1921, lors du premier conseil municipal, on lui donna le nom de Girardville.

## Histoire

### Éphémérides[2]
- 1909 : (22 janvier) Proclamation du canton de Girard.
- Vers 1913 Fondation de la mission Notre-Dame-de-Lourdes ; son territoire couvre les 7 premiers rangs du canton de Girard et une partie du canton de Beaudet. Ouverture d'un bureau de poste sous le nom de Girardville.
- 1917 : Proclamation du canton de Beaudet.
- 1921 : (11 novembre) Constitution de la municipalité de Girardville.
- 1923 : La population de la paroisse Notre-Dame-de-Lourdes est de 300 âmes. Le nombre de nouveaux arrivants s’accrut vers la fin des années 1920 avec le mouvement du retour à la terre prôné par le ministère de la Colonisation et le clergé en raison de la crise économique.
- 1932 : Une dispute au sujet du choix du site de l'église provoque ce qu'on appelle le «Schisme du Grand-Rang»
- 1932 : (22 juin) Nomination du premier curé résidant de la paroisse Notre-Dame-de-Lourdes.
- 1932 : (25 décembre) Inauguration de l'église Notre-Dame-de-Lourdes.
- 1943 : (15 juillet) Fondation de la Caisse populaire de Girardville.
- 1947 : (5 septembre) Érection canonique de la paroisse Notre-Dame-de-Lourdes.
- 1990 : 1 584 habitants.
- 2000 : 1 364 habitants.
- 2005 : 1 213 habitants.
- 2016 : 988 habitants.

### Pierre Doucet: Pionnier de Girardville
Le pionnier Pierre Doucet est très important dans l’histoire du village. Il fut en effet l’un des pionniers du village et en devint le tout premier maire en 1921. Pierre Doucet était très respecté de ses compatriotes et sa famille contribua à agrandir le village : Alexina et lui eurent 16 enfants !

### Schisme du Grand-Rang
Dans les années 1930, Girardville fut le théâtre d’un schisme controversé. Plusieurs des habitants du « Grand Rang », qui avait donné naissance à la localité, décidèrent d’abandonner la religion catholique pour se convertir au protestantisme parce que leur territoire n'a pas été retenu par les autorités catholiques pour la construction de l'église paroissiale.
Par ailleurs, la femme de Pierre Doucet, Alexina, empêcha le curé Octave Bergeron d’entrer dans la chapelle du « Grand Rang » et de prendre les objets du culte pour les apporter dans la nouvelle église.

## Géographie
La rivière Mistassini délimite l'est de la municipalité du nord vers le sud.
La rivière Ouasiemsca en délimite le nord-ouest puis y coule vers le sud-est jusqu'à sa confluence avec la rivière Mistassini.

## Démographie
| 1911 | 1921 | 1931 | 1941 | 1951  | 1956  | 1961  |
| ---- | ---- | ---- | ---- | ----- | ----- | ----- |
| 132  | 494  | 449  | 966  | 1 598 | 1 788 | 1 733 |

| 1966  | 1971  | 1976  | 1981  | 1986  | 1991  | 1996  |
| ----- | ----- | ----- | ----- | ----- | ----- | ----- |
| 1 753 | 1 484 | 1 496 | 1 638 | 1 584 | 1 391 | 1 350 |

| 2001  | 2006  | 2011  | 2016 | 2021  | - | - |
| ----- | ----- | ----- | ---- | ----- | - | - |
| 1 285 | 1 186 | 1 100 | 988  | 1 018 | - | - |

## Administration
Les élections municipales se font en bloc pour le maire et les six conseillers.
| Girardville Maires depuis 2001                                                                                       |                  |         |          |
| Élection | Maire            | Qualité | Résultat |
| 2001 | Jeanne Savard    |         | Voir     |
| 2005 | Jeanne Savard    | Voir    |          |
| 2009 | Jeanne Savard    | Voir    |          |
| 2013 | Michel Perreault |         | Voir     |
| 2017 | Michel Perreault | Voir    |          |
| 2021 | Vincent Beckert  |         | Voir     |
| Élection partielle en italique Depuis 2005, les élections sont simultanées dans toutes les municipalités québécoises |                  |         |          |

## Tourisme[5]
Girardville, là où la route s'arrête, l'aventure commence ! 
La municipalité offre tous les services de base (épicerie, dépanneur, station essence, garage, caisse Desjardins) et divers hébergements (motel, camping, chalet, loft, écolodge et yourte). Elle offre un accès pour la forêt boréale et ses nombreux lacs et rivières. Et, afin d'accueillir et d'informer la clientèle touristique, Girardville dispose d'une maison du tourisme ouverte l'été.
Les principaux attraits de la municipalité sont:
Aventuraid est une base éco aventure 4 saisons proposant des forfaits pour des courts ou longs séjours de canot, kayak, traineau à chien, motoneige et multi-activités estivales et hivernales. Elle est certifiée Aventure Ecotourisme Québec et Sans Trace Canada.
Le parc Mahikan permet de se familiariser avec les loups grâce à la présence de trois meutes.
La Maison du Père Noël  est un lieu féerique où le vrai Père Noël a établi sa résidence d'hiver. Ouvert tout le mois de décembre, le site propose des activités qui émerveillent petits et grands : illumination, rencontre avec le père Noël, glissade, tour en train et en traineaux, etc. Depuis plusieurs années, elle attire de nombreux touristes à Girardville.
Le centre plein air du Lac-des-Coudes qui est un camping 3 étoiles l'été et relais motoneige l'hiver.
La piste cyclable « au fil des rivières » est une boucle de 45 km qui relie Albanel à Girardville. Elle est un réseau associé de la Véloroute des bleuets. Elle longe les rivières Mistassini et Ouasiemsca au travers de plaines, de forêt boréale, et même des bleuetières ! À noter que les 28 premiers km sont en criblure de pierre.
Le parc écotouristique de la 11e chute et la chute blanche (112 km de Girardville) qui font partie du Parc Régional des Grandes Rivières.